# トライデントシーフード
トライデント・シーフード・アジア・インク（英: Trident Seafoods）

## 概要
タラバガニ、ズワイガニ、たらこ、数の子、イクラ、紅鮭、白身魚など多岐にわたり、主に原料の販売を行う。
1973年に創業されたアメリカ合衆国最大の水産加工会社であるTrident Seafoodsの日本支社である。日本では主に大手百貨店やスーパー等で商品の購入が可能。トライデント・シーフードはさまざまなニーズを開拓し、確かな品質と価値を提供しておりアラスカおよび太平洋北西部において、100％アメリカ資本のプライベートカンパニーとしては最も成功している水産加工会社である。
現在、トライデント・シーフードはワシントン州アナコーテス、ベリンハム、シアトルに高度加工設備を持ち、国内フードサービス・小売店向けの最終加工品・調理済みシーフードなど多様な製品を生産している。パン粉つきフライ用白身魚は人気ファストフード店に、ハーブをまぶしたサーモンや、すり身製品は家庭用に、冷凍オヒョウのステーキや高価なタラバガニは高級レストランに届けられる。
現在トライデント・シーフードは、蟹および紅鮭の缶詰、冷凍のブリストル湾産紅鮭などにおいて、アラスカの水産業をリードしている。トライデントシーフードはアラスカに7つの主要加工工場を持っている。

### 日本支社
- 日本支社 - 2001年にトライデント・シーフード・アジア・インク日本支社として設立された[要出典]。
〒104-0041 東京都中央区新富2-15-5 RBM築地ビル6階
- 札幌事務所
〒060-0809 北海道札幌市北区北9条西4-10-3 ガレリア6階
- 大阪事務所
〒533-0033 大阪府大阪市東淀川区東中島1-18-22 新大阪丸ビル別館6階3号室

### 日本の関連会社

#### トライデントシーフード・ジャパン合同会社
- 本社所在地：〒104-0041 東京都中央区新富2-15-5 RBM築地ビル6階
- 設立：2011年1月（ケイエムフーズ株式会社より商号変更）
- 事業内容：水産加工品の企画・販売

#### トライデント科光フーズ合同会社
- 本社所在地：〒288-0025 千葉県銚子市潮見町 6-7
- 設立：1983年7月
- 事業内容：水産加工品の企画・製造・販売

#### 株式会社万石の粒
- 本社所在地：〒986-2231 宮城県牡鹿郡女川町浦宿浜字浜田1-1
- 設立：2014年7月
- 事業内容：水産加工品の企画・製造・販売

#### トライデント新潟フーズ株式会社
- 本社所在地：〒951-8011 新潟県新潟市中央区入船町4-3776
- 設立：2015年5月
- 事業内容：水産加工品の企画・製造・販売